# Pternistis
Pternistis es un género de aves galliformes perteneciente a la familia Phasianidae. Las 23 especies del género habitan en el África subsahariana. Sus miembros anteriormente se clasificaban en el género Francolinus hasta que los estudios genéticos indicaron su escisión. Aunque los miembros de Pternistis también se denominan comúnmente francolines, filogenéticamente están más próximos a las perdices (Alectoris) y las codornices (Coturnix) que a los francolines típicos. 
Los francolines de este género son monógamos estrictos, que se emparejan de por vida. Se alimentan de semillas, insectos, tubérculos y raíces que consiguen escarbando, además de flores y frutos.

## Especies
Se reconocen 24 especies en el género:
- Pternistis squamatus - francolín escamoso;
- Pternistis ahantensis - francolín de Ahanta;
- Pternistis griseostriatus - francolín angoleño;
- Pternistis hildebrandti – francolín de Hildebrandt;
- Pternistis bicalcaratus - francolín biespolado;
- Pternistis icterorhynchus - francolín piquigualdo;
- Pternistis clappertoni - francolín de Clapperton ;
- Pternistis harwoodi – francolín de Harwood;
- Pternistis swierstrai - francolín de Swierstra;
- Pternistis camerunensis - francolín de Camerún;
- Pternistis nobilis - francolín noble;
- Pternistis jacksoni - francolín de Jackson;
- Pternistis castaneicollis - francolín cuellicastaño;
- Pternistis atrifrons - francolín frentinegro;
- Pternistis ochropectus - francolín somalí;
- Pternistis erckelii - francolín de Erckel;
- Pternistis hartlaubi - francolín Hartlaub;
- Pternistis adspersus - francolín piquirrojo;
- Pternistis capensis - francolín de El Cabo;
- Pternistis natalensis - francolín de Natal;
- Pternistis leucoscepus - francolín gorgiamarillo;
- Pternistis rufopictus - francolín del Victoria;
- Pternistis afer - francolín gorgirrojo;
- Pternistis swainsonii - francolín Swainson.